# Parádsasvár, Heves
Parádsasvár  este un sat în districtul Pétervására, județul Heves, Ungaria, având o populație de 466 de locuitori (2011). 

## Demografie
Componența etnică a satului Parádsasvár
     Maghiari (98,93%)
     Germani (1,07%)
Componența confesională a satului Parádsasvár
     Romano-catolici (40,99%)
     Fără religie (10,09%)
     Reformați (5,58%)
     Greco-catolici (2,36%)
     Necunoscută (40,34%)
     Atei (0,64%)
Conform recensământului din 2011, satul Parádsasvár avea 466 de locuitori. Din punct de vedere etnic, majoritatea locuitorilor (98,93%) erau maghiari, cu o minoritate de germani (1,07%). Nu există o religie majoritară, locuitorii fiind romano-catolici (40,99%), persoane fără religie (10,09%), reformați (5,58%) și greco-catolici (2,36%). Pentru 40,34% din locuitori nu este cunoscută apartenența confesională.